# Korsbacka
Korsbacka är en stadsdel i tätorten Kävlinge, i Kävlinge kommun i Skåne län. Stadsdelen består av hyreshus som ägs och förvaltas av Kävlinge Kommunala Bostads AB (KKB). Området är uppbyggt i tre etapper i början av 1970-talet och var en del av miljonprojektet. Husen med lägenheter är i två respektive tre plan och är uppförda i gult tegel. Adresserna ligger på Nordanväg och Sunnanväg. I stadsdelen finns även dagis, förskola (Korsbacka Förskola), Olympiaskolan (för de lägre årskurserna) och Korsbackaskolan, som även inrymmer Kävlinge Kulturscen.
Från Sunnanvägs slut leder Kapellvägen förbi skolans kortsida fram till Korsbackakyrkan som även den hör till stadsdelen.
Stadsdelen har postnummer 244 38 Kävlinge.